# هری کورنر
هری کورنر (انگلیسی: Harry Corner; ۹ ژوئیهٔ ۱۸۷۴ – ۷ ژوئن ۱۹۳۸) بازیکن کریکت اهل بریتانیا بود.